# Encyrtidae
Gli Encirtidi (Encyrtidae Walker, 1837) costituiscono una grande famiglia di insetti (Hymenoptera Chalcidoidea) comprendente specie parassitoidi spesso impiegate nella lotta biologica contro insetti dannosi.

## Generalità
Questa famiglia costituisce un vasto raggruppamento di specie. In generale gli Encirtidi presentano affinità morfologica con gli Eupelmidi e con i Tanaostigmatidi, con i quali condividono in particolare il grande sviluppo delle mesopleure. Possono essere distinti per la presenza dei cercoidi nella parte anteriore o mediana del gastro e spesso per la marcata riduzione della vena marginale. Possono essere confusi con alcuni Afelinidi che mostrano le mesopleure convesse, ma a differenza di questi i notauli sono appena accennati o del tutto assenti.
Insieme agli Afelinidi, gli Encirtidi sono i Calcidoidi di più largo impiego nel settore della lotta biologica.

## Descrizione
Gli Encirtidi sono insetti di piccole dimensioni, con il corpo lungo 1-2 mm, di forma tozza e aspetto robusto. Il capo porta antenne composte da 11 articoli e prive di anello.
Il torace mostra un marcato sviluppo delle mesopleure, di forma convessa e prive di sculture sia nelle femmine sia nei maschi. Il mesonoto presenta notauli superficiali e ricurvi oppure ne è completamente privo. Metanoto e propodeo sono in genere piuttosto brevi.
Le zampe del secondo paio sono saltatorie e presentano un robusto sperone all'estremità distale delle tibie. Le ali hanno in genere vena marginale e vena postmarginale molto brevi e in questa famiglia le ali sembrano spesso provviste di un vero e proprio pterostigma. Non mancano forme attere o microattere.
L'addome è subsessile per il ridottissimo sviluppo del peziolo. I cercoidi sono spostati nella parte dorsale e anteriore o intermedia del gastro invece che all'apice.

## Biologia
Gli Encirtidi sono generalmente endoparassiti a spese principalmente di stadi preimmaginali di cocciniglie (Rhynchota Homoptera, famiglie dei Coccidae, Pseudococcidae, Diaspididae), ma sono spesso parassitizzati anche altri Rincoti e, meno frequentemente, insetti appartenenti a svariati ordini e Chelicerata (acari e ragni). Nei generi Ixodiphagus e Hunterellus sono comprese anche specie che parassitizzano le zecche.
Gli Encirtidi sono inoltre parassiti oofagi oppure possono comportarsi come iperparassiti usando come ospite secondario un altro parassitoide appartenente per lo più alla famiglia dei Braconidi o alla superfamiglia dei Calcidoidi.
In Encirtidi che parassitizzano larve di Lepidotteri si riscontra il fenomeno della poliembrionia, generalmente con la formazione di pochi individui a spese di piccole larve. Singolare è il caso di alcune specie del genere Copidosoma che attaccano grosse larve: da un solo uovo possono generarsi per poliembrionia anche oltre 2000 individui che si sviluppano a spese dello stesso ospite. Spesso la poliembrionia causa malformazioni e crescita abnorme del corpo dell'ospite.

## Sistematica
Insieme ai Pteromalidi e agli Eulofidi, la famiglia degli Encirtidi è una delle più ricche fra i Calcidoidi. Il numero di specie descritto è di circa 3700, appartenenti ad oltre 450 generi e ripartite in due sottofamiglie.